# 陈友松
陈友松（1899年—1992年），原名豹，字敦伟，后改字友松，男，湖北京山人，中国教育学家、翻译家，曾任欧美同学会名誉副会长。